# Тјурингова награда
Тјуринг награда (енгл. A.M. Turing Award) је награда коју једном годишње додељује америчко Удружење за рачунарску технику (енгл. Association for Computing Machinery, ACM) изабраном добитнику на основу његових доприноса техничке природе на пољу рачунарства који треба да буду трајног карактера и од великог техничког значаја. Већина добитника су информатичари.
Награда је добила име по Алану Тјурингу, британском математичару који се сматра једним од зачетника модерног рачунарства.
Тјуринг награда се често сматра 'Нобеловом наградом рачунарства'. Од 2007. до 2013. године, награду је пратила додатна материјална награда од 250.000 долара, уз финансијску подршку коју пружају Интел и Гугл. Од 2014. године награду је пратила додатна материјална награда од милион америчких долара, уз финансијску подршку коју је обезбедио Гугл.
Први прималац награде, 1966. године, био је Алан Џ. Перлис са Carnegie Mellon University. Први женски прималац награде је Фран Ален из IBM за 2006. годину.

## Добитници
Следи списак добитника са назнакама области за које су добили признање. За више детаља о конкретном достигнућу погледати чланак о одговарајућем добитнику.
| Година | Добитник/ци                                | Образложење |
| ------ | ------------------------------------------ | --- |
| 1966.  | Алан Џ. Перлис                             | За рад на пољу програмерских техника и стварање компајлера. |
| 1967.  | Морис В. Вилкис                            | Професор Вилкис је најпознатији као стваралац и дизајнер EDSAC-а, првог рачунара са интерним програмом. је завршен 1949, а за интерну меморију су коришћене живине ултрасоничне линије за складиштење. У сарадњи са Вилером и Гилом, Вилкинс је 1951. објавио рад „Припрема програма за електронске дигиталне рачунаре“ (енгл. Preparation of Programs for Electronic Digital Computers) у којем је развио концепт програмске библиотеке.                                                                                       |
| 1968   | Ричард Хаминг                              | За рад на нумеричким методама, системима за аутоматско кодирање и кодовима за откривање и исправљање грешака. |
| 1969.  | Марвин Мински                              | вештачка интелигенција |
| 1970.  | Џејмс Х. Вилкинсон                         | За истраживање у области нумеричке анализе којима је олакшано коришћење брзих дигиталних. Добио је и подебно признање за рад на у области линеарне алгебре и анализе грешака „уназад“. |
| 1971.  | Џон Макарти                                | За предавања „Тренутно стање истраживања вештачке интелигенције“ (енгл. The Present State of Research on Artificial Intellegence) |
| 1972.  | Едсхер Дајкстра                            | Едсхер Дајкстра је крајем 1950-их значајно допринео развоју програмског језика АЛГОЛ, који је постао узор јасности и математичке строгоће. Један је од симбола науке и уметности програмирања уопште и у великој мери је заслужан за боље разумевање структуре, репрезентације и примене програмских језика. У петнаест година објавио је низ чланака о теорији графова те неколико основних приручника, тумачења и филозофских разматрања о програмским језицима. |
| 1973.  | Чарлс В. Бакман                            | За изванредне заслуге у развију технологије база података. |
| 1974.  | Доналд Кнут                                | За значајне заслуге у анализи алгоритама и дизајну програмских језика, а посебно за допринос „уметности програмирања рачунара“ (енгл. ). |
| 1975.  | Ален Њуел и Херберт А. Сајмон              | У сарадњи са Клифордом Шоом при корпорацији РАНД те са студентима и колегама са Универзитета Карнеги Мелон заслужан је за развој вештачке интелигенције, психологији људске когниције и рачунарског програма LISP. |
| 1976.  | Мајкл О. Рабин и Дејна Скот                | За заједнички рад „Finite Automata and Their Decision Problem“, у којем је први пут представљен концепт недетерминистичких машина. Ово класично дело је непресушан извор инспирације за сва даља истраживања на овом подручју. |
| 1977.  | Џон Бакус                                  | За утицајне и трајне доприносе дизајну практичних система програмирања високог нивоа, посебно кроз рад на развоју програмског језика FORTRAN, те за оригиналан и значајан рад на формалним процедурама за спецификацију програмских језика. |
| 1978.  | Роберт В. Флојд                            | За значајне заслуге на развоју методологије за стварање ефикасног и поузданог софтвера и за помоћ у оснивању важних подобласти рачунарства као што су: теорије парсирања, Семантика програмских језика, аутоматска верификација програма, аутоматск генерисање програмског кода и Анализа алгоритама. |
| 1979.  | Кенет Ј. Ајверсон                          | За пионирске доприносе у областима програмских језика и математичке нотације који су резултовали стварањем APL-а, за доприносе имплементацији интерактивних система, употреби APL-а у образовању, те теорији и пракси програмских језика. |
| 1980.  | Ч. Ентони Р. Хор                           | За фундаментални допринос дефинисању и дизајну програмских језика. |
| 1981.  | Едгар Ф. Код                               | За фундаменталне и трајне доприносе теорији и пракси система за управљање базама података, посебно релационим базама података. |
| 1982.  | Стивен А. Кук                              | За заслуге на бољем разумевању сложености израчунавања. |
| 1983.  | Кен Томпсон и Денис Ричи                   | За развој теорије генеричких оперативних система и за примену оперативног система јуникс. |
| 1984.  | Никлаус Вирт                               | За развој читавог низа нових програмских језика: EULER, ALGOL-W, MODULA и PASCAL. |
| 1985.  | Ричард Карп                                | За континуиране заслуге у развоју теорије алгоритама, у које спадају и развој ефикасних алгоритама за мрежни ток и решавање других проблема комбинаторне оптимизације, идентификацију израчунљивости у полиномијалном времену са интуитивним записом алгоритамске ефикасности и, као најзначајније, за доприносе теорији НП-комплетности. |
| 1986.  | Џон Хопкрофт и Роберт Тарџан               | За достигнућа у дизајну и анализи алгоритама и структура података. |
| 1987.  | Џон Кок                                    | За значајан допринос теорији и дизајну компајлера, архитектури великих система и развоју рачунара са редукованог скупа инструкција (). |
| 1988.  | Ајван Садерланд                            | За пионирски и визионарски допринос пољу рачунарске графике, почевши са Скечпадом. |
| 1989.  | Вилијам Кон                                | За фундаментални допринос нумеричкој анализи. Један је од првих експерата у области рачунања са покретним зарезом. |
| 1990.  | Фернандо Корбато                           | За пионирски рад у постављању концепата и развоју великих рачунарских система опште намене CTSS и Multics са паралелним функционисањем на основу истих ресурса. |
| 1991.  | Робин Милнер                               | За три различита достигнућа: 1) LCF, механизацију Скотове теорије израчунљивих функција, први теоријски заснован, али практичан алат за конструкцију доказа уз помоћ машина; 2) ML, први језик са полиморфним извођење типова као и тип-сигуран механизам за откривање грешака; 3) CCS, општу теорију конкурентности. Поред тога, формулисао је и значајно побољшао потпуну апстракцију, проучавање односа између оперативне и денотативне семантике.              |
| 1992.  | Батлер Лампсон                             | За доприносе развоју дистрибуираних, персоналних рачунарских окружења и развоју технологија за њихову имплементацију: радне станице, мреже, оперативни системи, системи за програмирање, монитори, безбедност рачунара и текст процесори. |
| 1993.  | Јурис Хартманис и Ричард Стирнс            | Као признање за за постављање основа теорије комплексности. |
| 1994.  | Едвард Фајгенбаум и Раџ Реди               | За пионирски допринос дизајну и конструкцији система вештачке интелигениције високог нивоа, указивање на практични значај и потенцијални комерцијални утицај технологије вештачке интелигенције. |
| 1995.  | Мануел Блум                                | Као признање за доприносе основама рачунарске теорије комплексности и њеним применама у криптографији и верификацији програма. |
| 1996.  | Амир Пнуели                                | За веома оригиналан и значајан рад на увођењу темпоралне логике у област рачунарства и за изванредан допринос верификацији програма и система. |
| 1997.  | Даглас Енгелбарт                           | За надахнуту визију будућности интерактивног рачунарства и изум кључних технологија које су помогле у остварењу те визије. |
| 1998.  | Џим Греј                                   | За веома оригиналан и значајан допринос истраживањима у областима база података и обраде трансакција и техничко вођство у системској имплементацији. |
| 1999.  | Фред Брукс                                 | За значајан допринос архитектури рачунара, оперативним системима и софтверском инжењерингу. |
| 2000.  | Ендру Јау                                  | Као признање за фундаменталне доприносе теорији рачунања, у које спада и теорија генератора псеудослучајних бројева заснована на комплексности, криптографију и теорију комуникацијске комплексности. |
| 2001.  | Оле-Јохан Дал и Кристен Нигард             | За идеје које су послужиле као основа за развој објектно-оријентисаног програмирања, а уткане су у дизајн програмских језка Симула I и Симула 67. |
| 2002.  | Рон Ривест, Ади Шамир и Леонард Ејдлман    | За ингениозни допринос у стварању практичне криптографије јавног кључа. |
| 2003.  | Ален Кеј                                   | За пионирске идеје на којима су засновани савремени објектно-оријентисани програмски језици, вођење тима који је створио Smalltalk и за темељан допринос развоју персоналних рачунара. |
| 2004.  | Винтон Греј Серф и Боб Кан                 | За пионирски рад на Интернет умрежавању, у које спада и дизајн и имплементација основних комуникацијских протокола Интернета, TCP/IP, те за надахнуте идеје у умрежавању рачунара. |
| 2005.  | Петер Наур                                 | За фундаменталне доприносе дизајнирању програмских језика и дефинисању језика Algol 60, за дизајн компајлера, те за уметност и праксу програмирања рачунара. |
| 2006.  | Фран Ален                                  | За побољшање перформанси рачунарских програма у решавању проблема и ширење употребе рачунарства високих перформанси. |
| 2007.  | Едмунд Кларк, Ален Емерсон и Жозеф Сифакис | За пионирски рад на аутоматизованој методи провере модела за откривање грешака у дизајну софтвера и хардвера. |
| 2008.  | Барбара Лисков                             | За развој програмских језика и дизајнирања система, посебно везаних за апстракцију података, толеранцију грешке и дистрибуирано израчунавање. |
| 2009.  | Чарлс П. Такер                             | За пионирски рад на дизајну и реализацији првог модерног персоналног рачунара и локалних мрежа (у које спада и Етернет), мултипроцесорске радне станице и таблет рачунаре. |
| 2010.  | Лесли Г. Валијант                          | За доприносе теорији рачунања, у које спада и теорија вероватно приближно коректног учења, сложеност пребројавања и алгебарског израчунавања, као и теорију паралелног и дистрибуираног израчунавања. |
| 2011.  | Џудеа Перл                                 | За фундаменталне доприносе вештачкој интелигенцији кроз развој калкулуса за пробабилистичко и каузално резоновање. |
| 2012.  | Силвио Микали Шафи Голдвасер               | За трансформишући рад који је поставио темеље теоретске комплексности за криптографску науку и притом развијање пионирских нових метода за ефикасну верификацију математичких доказа у теорији комплексности. |
| 2013.  | Лесли Лампорт                              | За темељне доприносе теорији и пракси дистрибуираних и конкурентних система, конкретно за дефинисање појмова као што су каузалност и логички сатови, безбедност и животност, машине репликованих стања и секвенцијалну конзистентност. |
| 2014.  | Мајкл Стоунбрејкер                         | За темељне доприносе концептима и праксама који леже у основи модерних система база података. |
| 2015.  | Мартин Хелман Витфилд Дифи                 | За темељне доприносе модерној криптографији. Дифијев и Хелманов револуционарни рад из 1979+6, „Нови смерови у криптографији“, је увео идеје криптографије јавног кључа и дигиталних потписа, који су основа за већину уобичајено коришћених безбедносних протокола на интернету данас. |
| 2016.  | Тим Бернерс-Ли                             | За проналазак World Wide Web, првог веб претраживача, и основних протокола и алгоритама који дозвољавају Web to scale. |
| 2017.  | Џон Л. Хенеси Давид А. Патерсон            | За пионирски систематски, квантитативни приступ дизајнирању и евалуацији компјутерских архитектура са трајним утицајем на индустрију микропроцесора. |

## Преглед примљених награда према земљама добитника
| земља                | број награда |
| -------------------- | ------------ |
| САД                  | 42           |
| Уједињено Краљевство | 6            |
| Израел               | 4            |
| Канада               | 2            |
| Норвешка             | 2            |
| Венецуела            | 1            |
| Данска               | 1            |
| Кина                 | 1            |
| Летонија             | 1            |
| Немачка              | 1            |
| Француска            | 1            |
| Холандија            | 1            |
| Швајцарска           | 1            |
| Италија              | 1            |